# Монте-Сан-Мартіно
Монте-Сан-Мартіно (італ. Monte San Martino) — муніципалітет в Італії, у регіоні Марке,  провінція Мачерата.
Монте-Сан-Мартіно розташоване на відстані близько 150 км на північний схід від Рима, 70 км на південь від Анкони, 30 км на південь від Мачерати.
Населення — 766 осіб (2014).

## Демографія
Населення за роками:

Станом на 1 січня 2023 року в муніципалітеті офіційно проживало 59 іноземців з 14 країн, серед них 21 громадянин країн Євросоюзу.

## Сусідні муніципалітети
- Амандола
- Монтефальконе-Аппенніно
- Пенна-Сан-Джованні
- Санта-Вітторія-ін-Матенано
- Сервільяно
- Змерилло